# Litauischer Wissenschaftspreis
Der Litauische Wissenschaftspreis (lit. Lietuvos mokslo premija) ist ein bedeutendster Wissenschaftspreis in Litauen.
Die Litauischen Wissenschaftspreise  werden jährlich für grundlegende und angewandte Forschungs- und experimentelle (soziale, kulturelle) Entwicklungsarbeiten, die für Litauen wichtig sind, vergeben. Jedes Jahr werden nicht mehr als 7 Litauische wissenschaftliche Preise verliehen: 2 Preise in den Bereichen der Human- und Sozialwissenschaften, 2 Preise im Bereich der physikalischen Wissenschaften, 2 Preise in Biomedizin- und Agrarwissenschaften, 1 Preis im Bereich der Technologiewissenschaften. Es können Preise angeboten werden, wenn die Werke im Ausland veröffentlicht wurden, die für die Geschichte, Kultur und Wirtschaft Litauens wichtig sind.
Die Höhe ist fast 30.000 Euro.

## Stiftung und Vergabe
Die Preise wurden von der Regierung Litauens gestiftet, sie werden von der  Lietuvos mokslų akademija koordiniert und aufgrund der Entscheidungen einer Kommission vergeben.